# Афанасьевка (Свердловский район)
Афанасьевка — деревня в Свердловском районе Орловской области. Входит в состав Новопетровского сельского поселения.

## Физико-географическая характеристика
Уличная сеть
В деревне находится 1 улица:
- Лесная улица

Часовой пояс
Деревня Афанасьевка, как и вся Орловская область, находится в часовой зоне МСК (московское время). Смещение применяемого времени относительно UTC составляет +3:00.

## Население
| 2010 |
| ---- |
| 9    |